# Tertiarisation du travail
La tertiarisation du travail désigne le processus historique des sociétés occidentales à orienter leur économie vers les activités de services.
L'examen de l'emploi tertiaire depuis un siècle, à un niveau détaillé d'activité, met en relief trois types d'évolution : certains services régressent ou se transforment, d'autres suivent le cours de l'activité économique, d'autres enfin font au cours des dernières décennies une percée fulgurante. Les liens de plus en plus étroits entre l'industrie et la plupart des services modernes remettent en question l'« image » d'un tertiaire essentiellement destiné aux ménages.
La « tertiarisation » de l’économie pose ainsi des problèmes statistiques, conceptuels et méthodologiques : les notions de volume, de qualité et de productivité du travail sont à revoir dans le « tertiaire moderne ».  Les trois critères d'homogénéité (une part croissante de l'emploi, une relative insensibilité aux crises économiques, et surtout un progrès technique faible) ne sont plus aujourd'hui respectés dans un ensemble qui comprend 79 % de la population active française. La croissance forte de l'emploi tertiaire durant ces dernières décennies est source de diversité et de complexité.

## Définition
La tertiarisation du travail désigne « l'augmentation de la population active travaillant dans le secteur tertiaire » c'est-à-dire celui des services (enseignement, banque, commerce, etc.). 
L'expression « tertiarisation du travail » vise les changements structurels sociaux qui se sont produits de différentes manières dans tous les pays industrialisés occidentaux à partir des années 1970. En fait, c'est un euphémisme pour le démantèlement des infrastructures dans l'industrie du charbon et de l'acier, plutôt qu'une désindustrialisation générale. Dans l'ensemble, cependant, le changement est associé à une baisse considérable du nombre d'emplois dans l'industrie. En 2016, en Allemagne, environ 25 pour cent de la main-d'œuvre seulement  était employée dans l'industrie.
Au départ, de nombreux volumes de production de l'industrie des matières premières ont été délocalisés vers des pays dotés de méthodes d'extraction moins chères pour le charbon, les minerais, ainsi que pour l'huile minérale et le gaz naturel. Ensuite, de moins en moins d'emplois sont restés dans l'industrie manufacturière en raison de l'automatisation et de l'augmentation de la productivité ; et dans le même temps, la demande de produits industriels pouvait être satisfaite de plus en plus à moindre coût en transportant de nouveaux fabricants vers les consommateurs, de sorte que le secteur des services (dans l'hypothèse des trois secteurs de Jean Fourastié ) d'une part a pu lier de plus en plus de travailleurs et d'autre part de plus en plus de pouvoir d'achat.

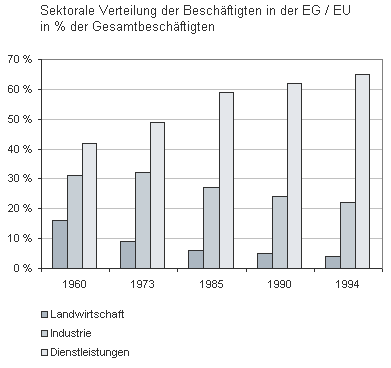
Répartition sectorielle des employés dans la communauté européenne en % du total des employés. Agriculture, industrie et services.

Le processus de transformation d'une société industrielle en société de services est connu sous le nom de tertiarisation.
En plus du changement de base matérielle, une société de service est également associée à un changement des valeurs et des normes sociales.

## Causes de la tertiairisation et tendances opposées
Un certain nombre d'hypothèses tentent de justifier le phénomène de tertiarisation. Ceux-ci incluent entre autres la thèse de l'externalisation et la thèse d'interaction. En fait, la structure de la demande dans la société ne change pas ; plutôt, en raison de la précarité, la proportion de personnes à faible revenu augmente et le plein emploi précédent prend fin.
L'augmentation de la productivité dans les deux premiers secteurs a libéré les travailleurs et le secteur des services a servi de « bassin de captage » aux travailleurs licenciés. De plus, dans le cadre de l'externalisation, les entreprises se séparent d'activités qui n'appartiennent pas aux compétences clés et achètent ces services auprès de prestataires spécialisés de services liés à l'entreprise tels que par ex. des services de maintenance, traitement électronique des données, service de sécurité. En outre, avec une demande constante dans le domaine de la planification et de la mise en œuvre de la production de biens, il existe un besoin accru de services de stockage, de distribution et d'assemblage de biens au sein de l'industrie manufacturière et auprès des consommateurs entre autres attribués à des lacunes de rationalisation. Les entreprises chasseraient l'incertitude de leurs processus de base techniques et l'externaliseraient au personnel périphérique et aux départements de service. Dans ce contexte, on parle de « travail de médiation » ou de « travail de garantie » à la périphérie des noyaux techniques «durs» de l'industrie. Cela inclut également les conseils de vente et d'application de produits de plus en plus complexes qui nécessitent donc une explication (p. par ex. dans la vente de produits pharmaceutiques, chimiques ou d'assurance). Ces formes de service mobile sur le terrain se sont développées depuis les années 80. Cependant, aujourd'hui, de plus en plus de ces problèmes de placement et de conseil sont résolus par des applications d'IA basées sur Internet en communication directe avec le client. L'incertitude (par ex. par des entrées soudaines ou des changements de commande, des demandes spéciales des clients ou une variété à la mode croissante et des petites séries) est de plus en plus absorbée par les systèmes opérationnels programmables de plus en plus flexibles, sans que le personnel de vente externe ne doive être mis en marche par ex. au moyen de la configuration du produit par le client sur Internet. Compte tenu du taux élevé de nouveaux produits nécessitant des explications, le contact en face à face dans les ventes et le service reste important.
En outre, il existe une demande de services privée et bien financée considérable, éventuellement renforcée par des changements dans les conditions de vie (la baisse du temps de travail entraîne une demande de loisirs) et dans la structure de la population. Jean Baudrillard postule que la consommation de services, contrairement à la fourniture de produits de masse pour de larges couches, est très spécifique à la classe. La croissance économique entraîne une augmentation des inégalités dans les services utilisés. D'une part, de plus en plus de services individualisés et innovants émergent pour les riches (ex. par ex. restaurants et hôtels de luxe), d'autre part, il existe des services sociaux spéciaux par ex. pour les personnes vivant dans des quartiers défavorisés (e. Conseils éducatifs ou en matière de drogue). L'économiste et sociologue britannique Jonathan Gershuny a également souligné l'influence de la fiscalité sur cette demande : des impôts salariaux et des cotisations sociales faibles et des taxes à la consommation élevées conduisent à la substitution des équipements par des services, accélérant ainsi la diffusion du travail de service; En revanche, les impôts sur les salaires et les charges sociales élevés, comme en Scandinavie, conduisent de plus en plus à la substitution du travail de service par des appareils, c'est-à-dire au développement d'une société de bricolage.
L'une des conséquences est la complexité croissante des systèmes sociaux et économiques. La condition préalable à l'adaptation est la diffusion générale des technologies de l'information modernes et une communication plus rapide. D'une part, ceux-ci génèrent de nouveaux types de travail de service dans toutes les industries et tous les domaines de la société;

## Développement en Allemagne
Si l'on utilise les relations de travail dans les secteurs économiques respectifs ou la part des secteurs dans le produit national brut (PNB) comme mesure, on peut conclure que l'Allemagne était une société agricole jusqu'à la fin du XIXe siècle et une société industrielle jusque dans les années 1970. Dans cette lecture, le secteur tertiaire expansif a dépassé le secteur secondaire dans les années 1970 et on peut parler depuis lors d'une société de services en République fédérale d'Allemagne.
Si l'on interprète la théorie classique des trois secteurs du côté de la demande et que l'on regarde la consommation de services à la personne classiques (produits tertiaires) tels que  par exemple des visites de coiffeur, de concert ou de restaurant / café ou l'utilisation de services de nettoyage ou de rénovation, on peut arriver à des conclusions différentes. Comme Jonathan Gershuny l'a montré pour la Grande-Bretagne et Boris Loheide pour l'Allemagne, contrairement aux attentes, cette consommation n'a pas augmenté de manière significative, du moins des années 1970 aux années 1990. Au lieu de cela, les gens ont de plus en plus acheté des produits du secteur secondaire pour remplacer ces services ou pour les fournir eux-mêmes, tels que : par exemple machine à laver, home cinéma ou machines à expresso. Dans le même temps, de nombreuses entreprises transmettent des services aux consommateurs en leur donnant leur nourriture ou leur boisson. Prenez le café vous-même au comptoir (restauration système), tirez votre argent vous-même (guichet automatique) ou montez vous-même vos meubles (IKEA). En conséquence, nous vivons moins dans une société de service que dans une société en libre-service .

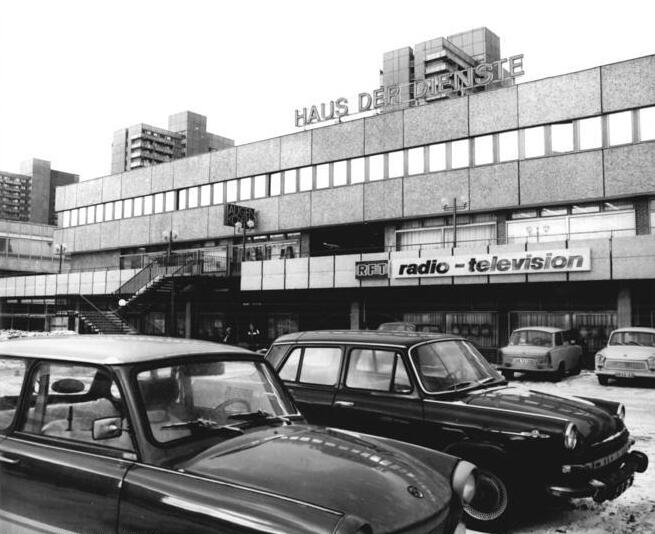
Des installations telles que la Haus der Dienste de Halle-Neustadt offraient des services d'entretien ménager, des ateliers de service tels que la couture sur mesure, un studio photo et des opticiens.

Au moment de la chute du mur de Berlin (1989), la RDA avait la même structure socio-économique en termes quantitatifs que la République fédérale d'Allemagne vers 1965. Les raisons en sont la faible productivité et la négligence du secteur des services par la planification économique socialiste. Trop de personnes étaient employées dans les deux premiers secteurs. L'utilisation et la portée des services étaient difficiles à planifier à l'avance. Après la réunification, les nouveaux États fédéraux se sont rapidement transformés en société de services, notamment en raison de la fermeture de nombreuses grandes entreprises industrielles.

## Conséquences de la tertiarisation
Certains des emplois avec la plus forte croissance de l'emploi sont les employés de bureau, les professionnels des soins infirmiers et les professionnels de l'informatique. Les exigences envers les employés augmentent, en particulier dans le domaine des qualifications techniques et liées au contenu et des compétences sociales (par exemple, travail d'équipe et indépendance).
La couche paysanne, importante depuis des siècles, perd de plus en plus de son importance. Aujourd'hui, ils représentent un chiffre négligeable dans l'UE avec moins de 1 pour cent de la main-d'œuvre totale. Les agriculteurs ont des actifs importants, mais leur situation financière est souvent très difficile. Avec un temps de travail hebdomadaire moyen de 59 heures, le revenu net moyen des ménages par habitant est encore plus bas que celui d'un ouvrier.
Depuis la révolution industrielle depuis 1800, la population active était une classe numériquement dominante jusqu'à ce qu'elle soit remplacée par des fonctionnaires et des cols blancs à la fin des années 1970. Dans le sillage du miracle économique, la main-d'œuvre en décroissance numérique a augmenté socialement. Elle a atteint un niveau de vie plus élevé et une meilleure sécurité sociale, mais sa lourde charge physique est restée.
Aujourd'hui, le groupe social le plus important et très hétérogène de la société est celui des salariés. Cette classe sociale est apparue pour la première fois au tournant des XIXe et XXe siècles avec la séparation du simple bureau des activités commerciales et la reprise des cadres industriels inférieurs dans le salaire. 
Leurs activités peuvent être divisées en trois domaines classiques : les activités commerciales et administratives, les activités techniques et les activités sociales, médicales et éducatives. De nombreux collaborateurs se retrouvent également dans les domaines professionnels du transport, de la communication et de l'information. La plupart des employés sont employés dans le secteur tertiaire. Avec la tertiarisation du secteur secondaire, il y a aussi un nombre croissant de salariés dans l'industrie.
De nombreuses professions de la société de services sont considérées comme relativement résistantes à la rationalisation, car elles dépendent en partie de la langue et de la culture (p.  par exemple les enseignants et éducateurs) et leur exécution est difficile à normaliser, de sorte que l'évaluation de la qualité de leur exécution dépend souvent du goût individuel du client.
Comme autre conséquence indirecte de la tertiarisation, on peut observer des changements dans le secteur des transports (Effet de structure de fret).